# Clique de Shanghai
 (octobre 2012).
Si vous disposez d'ouvrages ou d'articles de référence ou si vous connaissez des sites web de qualité traitant du thème abordé ici, merci de compléter l'article en donnant les références utiles à sa vérifiabilité et en les liant à la section « Notes et références ».

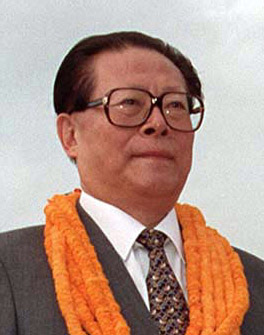
Jiang Zemin, tête d'affiche de la clique de Shanghai.

La clique de Shanghai  (chinois : 上海帮; en pinyin : Shànghǎi Bāng) est le nom donné à un groupe d’officiels du Parti communiste chinois (PCC), en particulier ceux qui ont eu des fonctions  au sein du gouvernement de la république populaire de Chine ou du comité central du Parti communiste chinois, et qui ont eu leur promotion en raison de leur appartenance à l’administration municipale de Shanghai sous l’égide de l’ancien maire de Shanghai et président Jiang Zemin (江泽民) (1993-2003).

## Membres
- Wu Bangguo (吳邦國)
- Zhu Rongji (朱镕基)
- Jia Qinglin (贾庆林)
- Zeng Qinghong (曾庆红)
- Wu Guanzheng (吳官正)
- Li Changchun (李長春)
- Liu Qi (刘琪)
- Zeng Peiyan (曾培炎)
- Zhang Dejiang (张德江)
- Zhou Yongkang (周永康)
- Liu Yunshan (刘云山)
- Hui Liangyu (回良玉)
- Hua Jinmin (华建敏)
- Chen Zhili (陈至立)
- Chen Liangyu (陈良宇), exclu du PCC pour raisons de scandale en 2006, avec lui près de 500 cadres avaient été « purgés »[2].

Avant sa mort, Huang Ju (黄菊) était aussi un membre important de la clique.